# Optymizmu gram
Optymizmu gram – trzecia płyta z autorskimi piosenkami Bogusława Nowickiego, wydana w 2009 przez Art Bono.

## Spis utworów
- Wspinaczka
- Wóz
- Optymizmu gram
- Pająk
- Opcja
- Odrobinę bałaganu
- Kroki
- Brama
- Okno
- Dziękuję, że to ja
- Wszystkiego nie przełkniesz
- Bałagan w formie czystej
- Poszukiwania
- Poszukiwania (wersja instrumentalna)